# Kontalk
Kontalk est libre de messagerie instantanée - client pour les smartphone. Il est disponible pour le système d'exploitation Android, et également bureau (desktopclient-java), relativement indépendante du système d'exploitation, car écrit en java ou encore un adaptateur pour Pidgin. Le protocole est basé sur XMPP, qu'il complète par ses propres extensions.

## Fonctions
Outre la messagerie instantanée, il est possible de partager des photos, des contacts, des messages vocaux et des lieux. Depuis 12 février 2017, les discussions de groupe sont aussi disponibles.
Pour le financement, les dons sont acceptés sous la forme d'achat in-app. Les dons ne débloquent toutefois pas de fonctionnalités supplémentaires. 

## Sécurité
Il utilise un chiffrement de bout en bout avec OpenPGP. La paire de clés est automatiquement générée lors de la configuration initiale et seule la clé publique est envoyée au serveur. Tous les messages sont chiffrés et signés par défaut. 
Les autres utilisateurs utilisent la comparaison des hash trouvés dans la liste des contacts du téléphone les numéros de téléphone. 
Le code source du client et du serveur peut être visualisé sur GitHub.